# Gutta (magistrat)
Gutta va ser un magistrat romà del segle i aC.
Era aspirant al consolat l'any 53 aC juntament a Tit Anni Miló, i tenia el suport de Gneu Pompeu, que li havia promès el recolzament de Juli Cèsar, i dels optimats. No va ser elegit. No apareix a la llista d'opositors de Miló que dona Asconi.